# Socialdemokraterne (Region Nordjylland)
 For alternative betydninger, se Socialdemokraterne (flertydig). (Se også artikler, som begynder med Socialdemokraterne)
Socialdemokratiet i Region Nordjylland er den socialdemokratiske organisation i Nordjyllands Storkreds og Region Nordjylland. Foreningen er stiftet i 2006, og dens formand er Mogens Vestergård Pedersen, Hørby ved Sæby.

## Regionsrådet
Ved det første valg til Regionsrådet i 2005 fik Socialdemokraterne 20 af de 41 mandater i rådet. Amtsborgmester Orla Hav blev den første nordjyske regionsrådsformand. I slutning af 2007 blev Orla Hav medlem af Folketinget, og Ulla Astman overtog posten som regionsrådsformand i december samme år.
Ved regionsrådsvalget i 2009 mistede Socialdemokraterne 3 mandater. Ved konstitueringen blev Ulla Astman genvalgt som regionsrådets formand.

## Folketinget
Ved folketingsvalget i 2007 blev der valgt 6 nordjyske socialdemokrater. Det var Orla Hav, Bjarne Laustsen , Ole Vagn Christensen, Rasmus Prehn, Lene Hansen og Flemming Møller Mortensen.

### Suppleanter til Folketinget
- Per Husted, 1. suppleant (Mariagerfjordkredsen), indtrådt i Folketinget 1. januar 2010.
- Ole Klæstrup Christensen, 2. suppleant (Brønderslevkredsen).
- Anna Kirsten Olesen, 3. suppleant (Aalborg Østkredsen), medlem af Aalborg byråd 2005-2009.

## Kommunalpolitikere

### Borgmestre 2010
Efter kommunalvalget 2009 blev der valgt socialdemokratiske borgmestre i fem kommuner. Der var Arne Boelt (Hjørring), Lene Hansen (Brønderslev), Henning G. Jensen (Aalborg), Lauge Larsen (Morsø) og H.C. Maarup (Mariagerfjord).

### Borgmestre 2007-2009
Efter kommunalvalget i 2005 blev der valgt socialdemokratiske borgmestre i seks kommuner. Det var Erik Sørensen (Frederikshavn), Finn Olesen (Hjørring), Erik Hove Olesen, (Thisted), Egon Pleidrup Poulsen (Morsø), H.C. Maarup (Mariagerfjord) og Henning G. Jensen (Aalborg).

### Spidskandidater
Ved valget i 2009 var de socialdemokratiske borgmesterkandidater: Afgående borgmester Erik Sørensen (Frederikshavn), kommende borgmester Arne Boelt (Hjørring), kommende borgmester Lene Hansen, Jerslev (Brønderslev), fhv. minister Ole Stavad, Brovst (Jammerbugt), Ulla Vestergaard (Thisted), kommende borgmester Lauge Larsen (Morsø), Palle Jensen (Vesthimmerland), Henrik Christensen (Rebild), borgmester Hans Christian Rasmussen Maarup (Mariagerfjord) og borgmester Henning G. Jensen (Aalborg).
På Læsø blev Folmer Hjorth Kristensen den først valgte socialdemokrat.
Ved valget i 2005 var de socialdemokratiske spidskandidater: Borgmester Erik Sørensen (Frederikshavn), kommende borgmester Finn Olesen (Hjørring), Arne M. Jensen, Brønderslev (Brønderslev-Dronninglund), Eva Rytter Andersen, Gjøl (Åbybro), Susanne Hjorth Hansen (Brovst), Per Halsboe-Larsen (Fjerritslev), Søren P. Mortensen, V. Hjermitslev (Pandrup), borgmester Erik Hove Olesen (Thisted), borgmester Egon Pleidrup Poulsen (Morsø), fhv. borgmester Martin Glerup, Års (Vesthimmerland), Klaus Anker Hansen (Rebild), borgmester Hans Christian Rasmussen Maarup, Arden (Mariagerfjord) og borgmester Henning G. Jensen (Aalborg).

## EU-Parlamentet
I 2004 blev Brovst's tidligere borgmester Ole Klæstrup Christensen valgt ind i EU-Parlamentet. Han blev genvalgt i 2009.